# مليكة مزان
مليكة مَزَّان شاعرة مغربية وقومية أمازيغية من مواليد بلدة أيت عتاب المغربية. عُرفَت بتوجهها السياسي العالماني، وانتصارها للقومية الكردية وانفصال كردستان العراق، ودعمها لوجود دولة إسرائيل على الأراضي الفلسطينية. هي مجازة في الفلسفة من طرف جامعة سيدي محمد بن عبد الله في فاس، وهي أستاذة سابقة لمادة الفلسفة.

## مسيرتها
من مواليد آيت اعتاب إحدى قرى جبال الأطلس المتوسط بالمغرب. حصلت على الإجازة في الفلسفة العامة من جامعة سيدي محمد بن عبد الله بفاس، اشتغلت بعد التخرج أستاذة لمواد اللغة العربية فالتربية الإسلامية لمدة عشر سنوات.
سافرت إلى سويسرا حيث أقامت تسع سنوات (1992 ـ 2001) تفرغت فيها للكتابة بشكل منتظم ملتزم بالدفاع عن قضايا الإنسان عامة والمهاجر المغاربي بصفة خاصة ،
انطلاقاً من سنة 2003، التزمت بالدفاع عن حقوق الإنسان الأمازيغي ميدانياً وكتابة شعرية 
انفصلت عن زوجها الدبلوماسي على خلفية نشاطها العلماني المتزايد آخره نشرها لقصيدة تحت عنوان أنا العاهرة، تزوجت بعده من أحمد عصيد أحد القوميين الأمازيغيين المغاربة.
في سبتمبر 2017، حكم عليها في المغرب بشهرين سجنا نافذة، لتصريحات وتدوينات عنصرية لشريحة واسعة من مواطنيها المغاربة والعنصر العربي الإسلامي ، تمت متابعتها، خلال مشاركتها في حملة استقلال كردستان العراق، حاولت الدفاع عن نفسها في المرافعة خلال محاكمتها وقدمت اعتذارها عما صدر من أقوالها.

## إصداراتها
من بين الدواوين الشعرية التي اصدرتها
- 2004 : «جنيف.. التيه الآخر !»
- 2005 : «لولا أني أسامح هذا العالم»
- 2005 : لو يكتمل فيكَ منفـاي ! (قصائد / رسائل مفتوحة إلى مناضل أمازيغي)[8]
- 2006 : حين وعدنـا الموتـى بزهرنا المستحيـل